# Segnorita
Segnorita è il primo album della cantante italiana Pietra Montecorvino, pubblicato dall'etichetta discografica Five nel 1991.

## Descrizione
L'album, disponibile su long playing, musicassetta e compact disc, è prodotto da Edoardo Bennato, che insieme al fratello Eugenio cura gli arrangiamenti e partecipa alla composizione di diversi brani.

## Tracce

### Lato A
1. Segnorita
2. Femmena
3. Serenata napoletana
4. Libera finalmente

### Lato B
1. Ammore Song
2. Palomma
3. Che voglia di restare sola (Gone Away)
4. Mamma-o

## Formazione
- Pietra Montecorvino - voce
- Vittorio Riva - batteria
- Tommy De Paola - tastiera
- Erasmo Petringa - basso, contrabbasso
- Franco Giacoia - chitarra
- Amedeo Siotto - pianoforte
- Sabatino Romano - batteria
- Arnaldo Vacca - percussioni
- Gennaro Pasquariello - basso
- Mimmo Virgili - pianoforte
- Roberta Zangirolami - viola
- Gennaro Cappabianca - violino
- Antonio Di Francia - violoncello
- Nico Casu - tromba
- Marco Sannini - tromba
- Annibale Guarino - sax
- Marco Zurzolo - sassofono tenore, sassofono contralto
- Daniele Sepe - flauto
- Eugenio Bennato - armonica
- Laura Migliaccio, Monica Sarnelli, Marco Castiglia, Marina Brill, Roberta Andalò, Edgardo Visciola, Giuliana Formisano, Silvia Cozzolino - cori